# Polyrhachis tubifera
Polyrhachis tubifera är en myrart som beskrevs av Auguste-Henri Forel 1902. Polyrhachis tubifera ingår i släktet Polyrhachis och familjen myror. Inga underarter finns listade i Catalogue of Life.